# Christoph Geiser
Christoph Geiser, (ur. 3 sierpnia 1949 w Bazylei) – szwajcarski prozaik i poeta, tworzący w języku niemieckim.
We wczesnej twórczości Geisera bardzo widoczny był wpływ rewolty studenckiej z roku 1968 ze znamienną dla niej krytyką mieszczańskiej stabilizacji i konsumpcji (miniatury prozatorskie hier sicht alles unter denkmalschutz 1972). W powieściach autobiograficznych Grünsee (1978) i Brachland (1980) Geiser dokonuje obrachunku z własnym, mieszczańskim środowiskiem, natomiast w powieściach o miłości homoerotycznej, takich jak Wüstenfahrt (1984) i Das geheime Fieber (1987) Geiser dokonuje próby przezwyciężenia osobistych kompleksów. W utworze Das Gefängnis der Wünsche (1992) Geiser posługuje się skojarzeniowo-impresyjną prozą, opartą na dialogu Goethego z markizem de Sade'em, jest to obraz zetknięcia się klasycznego humanizmu z postawą agresji i nienasycenia.